# Jules-Gustave Besson
Pour les articles homonymes, voir Besson.
Jules-Gustave Besson, né le 1er août 1868 à Paris et mort à Saïgon en 1942, est un peintre et un enseignant français.

## Biographie
Jules-Gustave Besson entre à l'École des beaux-arts de Paris où, de 1887 à 1895, il suit les cours d’Alexandre Cabanel, d’Élie Delaunay et de Gustave Moreau. Œuvrant d'abord dans le genre religieux, il se détache rapidement de l'influence de ces maîtres pour se tourner vers le naturalisme. Il se montre sensible à la condition ouvrière de son temps et de son pays ou en Angleterre. Il fut proche des peintres naturalistes Jules Bastien-Lepage ou Pascal Dagnan-Bouveret.
Il expose au Salon des artistes français de 1896 à 1925.
En 1925, il remporte le prix de l'Indochine et l'année suivante, il succède à André Joyeux en tant que directeur de l'École d'arts appliqués de Gia Định (Trường Mỹ nghệ thực hành Gia Định), dans la banlieue de Saïgon, située alors en Cochinchine française. En 1940, il est remplacé par Stéphane Brecq (1894-1955). Son travail d'administrateur fut proche de celui de Victor Tardieu, directeur de l'École supérieure des beaux-arts de l'Indochine, mais sans en avoir l'envergure : néanmoins, il encouragea des étudiants à se tourner vers l'art photographique et son influence s'étendit jusqu’au Cambodge.
Il était marié à Simone Gouzé.

## Œuvres dans les collections publiques
France
- Gray, musée Baron-Martin ; Bretonne et son fils, ou l'écuelle vide, pastel, 46 × 30 cm.
- Marseille, musée des Beaux-Arts : Les Moissonneurs de lauriers, 1902, triptyque.
- Paris, École nationale supérieure des beaux-arts :
  - Manué offre un sacrifice à l'Éternel, 1890, huile sur toile, 41 × 33 cm, pour le concours d'esquisse peinte[4] ;
  - Jésus apaisant la tempête, 1891, huile sur toile, 33 × 40 cm, pour le concours d'esquisse peinte[5] ;
  - Figure peinte, 1893, huile sur toile, 81 × 65 cm, pour le concours de la figure peinte[6] ;
  - Diane et Actéon. Décoration en tapisserie pour le fond de la salle principale d'un rendez-vous de chasse, 1895, pour le concours du prix Jauvin d'Attainville[7].
- Remiremont, musée Charles-de-Bruyères : Devant Saint-Sulpice, 1896, huile sur toile, 198 × 151 cm[8].
- Rouen, musée des Beaux-Arts : Le Christ consolateur, 1895.

Russie
- Saint-Pétersbourg, musée de l'Ermitage : Mineurs, vers 1900, huile sur toile.

## Gravures et illustrations
- 1898 : Au Pays noir, in: L'Estampe moderne (sur la région du Black Country).

## Récompenses
- Salon des artistes français de 1902 : médaille de 2e classe pour Les Moissonneurs de lauriers.

Œuvres de Jules-Gustave Besson
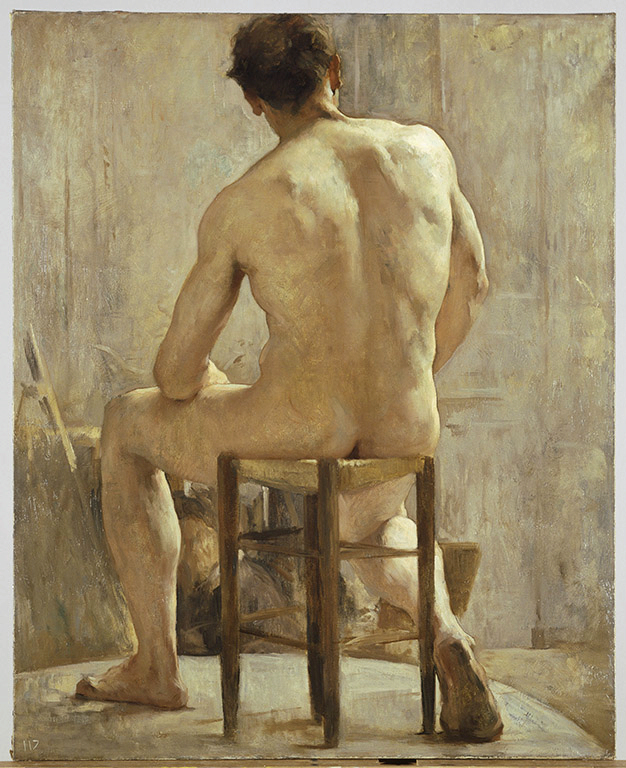
Figure peinte (1893), Paris, École nationale supérieure des beaux-arts.
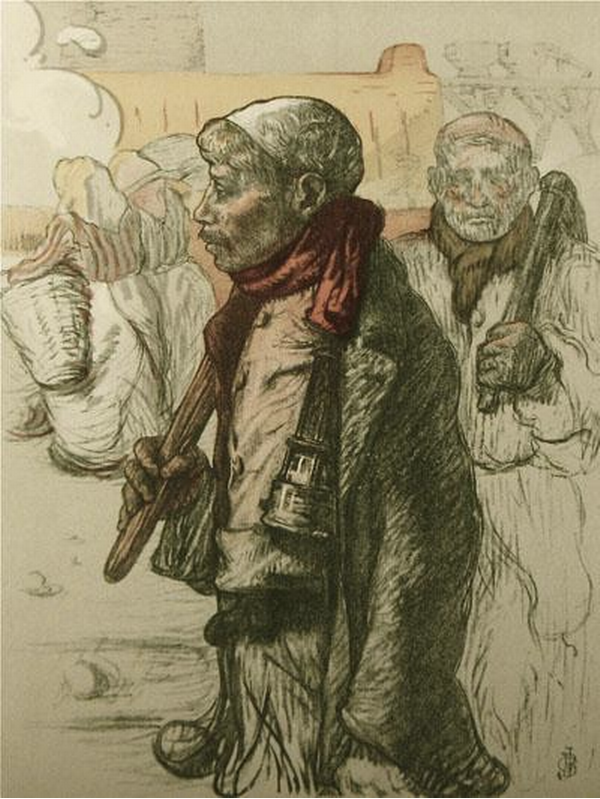
Au Pays noir, lithographie parue dans L'Estampe moderne (1898).
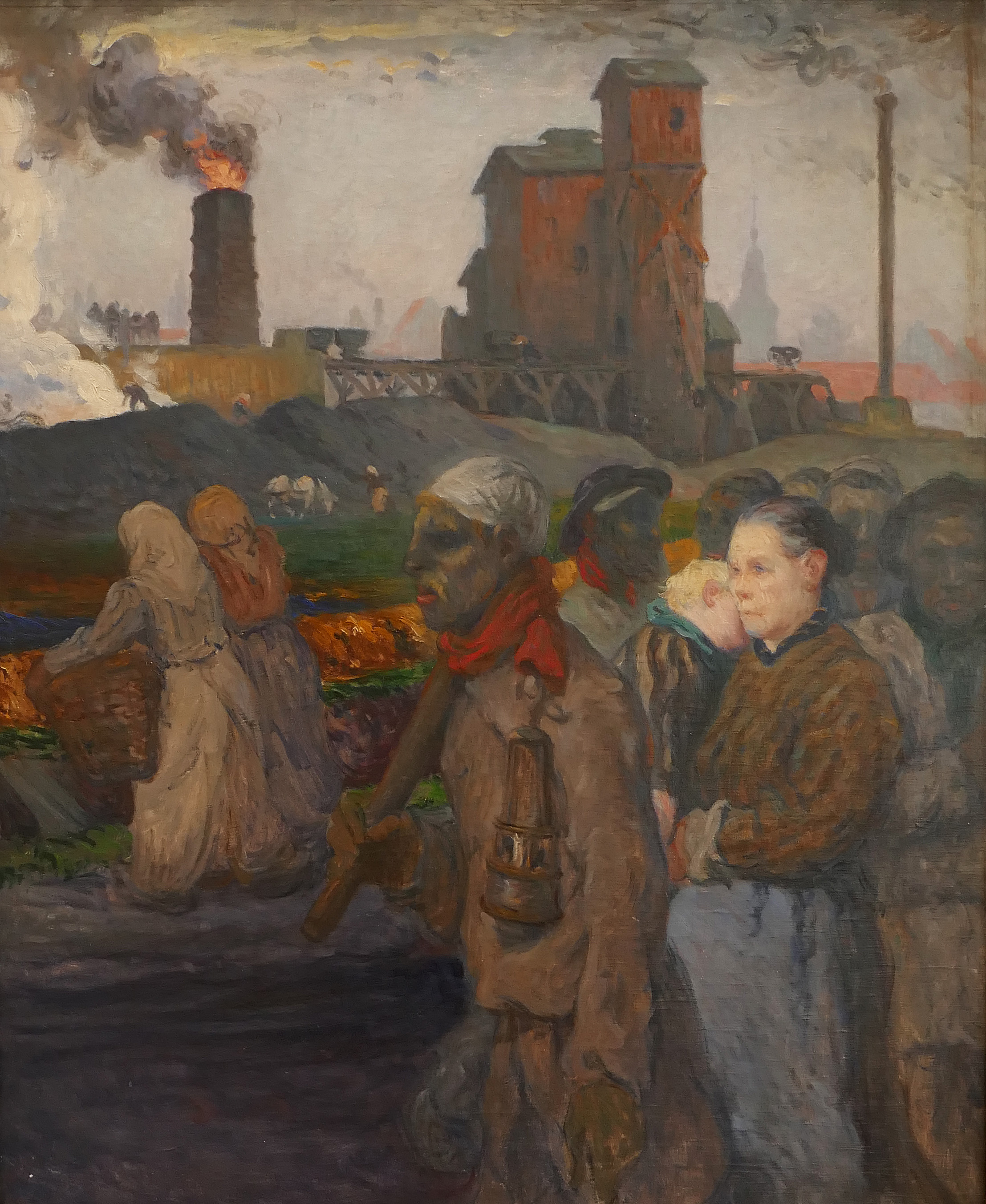
Mineurs (vers 1900), Saint-Pétersbourg, musée de l'Ermitage.